# Ан Бо Хьон
Ан Бо Хьон (кор. 안보현, ханча: 安普賢; нар. 16 травня 1988, Пусан, Південна Корея) — південнокорейський актор, модель і телеведучий. З моменту свого акторського дебюту в 2014 році він знімався в різних фільмах і телевізійних драмах. Ан досяг успіху та здобув популярність після ролі у серіалі «Ітхевон клас» (2020). Він отримав «Нагороду за майстерність» за свої ролі у серіалах «Клітини мозку Юмі» та «Моє ім'я» на 8-й церемонії нагородження премії «Зірок МААТР» (29 вересня 2022).

## Раннє життя та кар'єра
Ан Бо Хьон народився 16 травня 1988 року в Пусані, Південна Корея. Будучи випускником Пусанської спортивної школи, він брав участь у змаганнях з боксу серед любителів і раніше вигравав золоту медаль.
Спочатку він дебютував як модель у 2007 році. З моменту свого акторського дебюту в 2014 році він знявся в різних фільмах і телевізійних драмах, включаючи «Нащадки сонця» (2016), «Токко: Перемотування» (2018) і «Її приватне життя» (2019). Ан досяг успіху та прориву завдяки «Ітхевон клас» (2020), у якому він зіграв лиходія Чан Кин Вона. Він продовжив свій успіх з наступними головними чоловічими ролями в серіалі Netflix «Мое ім'я» (2021), драмах tvN «Клітини мозку Юмі» (2021—2022), «Військовий прокурор Доберман» (2022) і «Побачимось у моєму 19-му житті» (2023).

## Особисте життя
3 серпня 2023 року компанія FN Entertainment підтвердила, що Ан Бо Хьон зустрічається з K-pop айдолом і актрисою Джісу з Blackpink.

## Інша діяльність

### Філантропія
28 травня 2022 року Ан Бо Хьон передав 528 коробок гігієнічних прокладок малозабезпеченим з нагоди Всесвітнього дня менструації, зробивши пожертву через G-Foundation Foundation.

### Амбасадорство
12 листопада 2021 року після виконання ролі поліцейського детектива у серіалі «Моє ім'я» Ан Бо Хьон був названий береговою охороною Намхе почесним офіцером морської поліції.

## Дискографія

#### Саундтреки
| Назва                                                                            | Рік  | Пікові позиції у чартах | Альбом                        |
| Назва                                                                            | Рік  | KOR                     | Альбом                        |
| -------------------------------------------------------------------------------- | ---- | ----------------------- | ----------------------------- |
| «Star»                                                                           | 2023 | —                       | «See You in My 19th Life OST» |
| «—» релізи, що не потрапили у чарти або не були випущені у відповідних регіонах. |      |                         |                               |

## Фільмографія

### Фільми
| Рік          | Назва                     | Роль          | Нотатки  | Прим.  |
| ------------ | ------------------------- | ------------- | -------- | ------ |
| 2016         | «Хія»                     | Лі Чін Сан    |          | [ 9 ]  |
| 2018         | «Токко: Перемотування»    | Пхьо Тхе Джін | Вебфільм |        |
| 2019         | «Спогади про глухий кут»  | Тхе Ґу        |          |        |
| В очікуванні | «Побачення о 2-ій годині» | Кіль Ґу       |          | [ 10 ] |

### Телесеріали
| Рік       | Назва                                  | Роль                      | Нотатки               | Прим.  |
| --------- | -------------------------------------- | ------------------------- | --------------------- | ------ |
| 2014      | «Золотий Хрест»                        |                           |                       |        |
| 2014      | «Двоє матерів»                         |                           |                       |        |
| 2014      | «Мій таємний готель»                   | Сан Хун                   |                       |        |
| 2015      | «Дорога пані»                          | Лі Пон Ґіль               |                       |        |
| 2016      | «Нащадки сонця»                        | Ім Кван Нам               |                       |        |
| 2016      | «Після завершення п'єси»               | Чха Кан У                 |                       |        |
| 2016      | «Мій подіум»                           | Ван Рім                   |                       |        |
| 2017      | «Середа о 15:30»                       | Пек Син Ґю                |                       |        |
| 2017      | «Своячки»                              | Джеймс Со / Со Чун Йон    | Камео                 | [ 11 ] |
| 2017      | «Дівоче покоління 1979»                | Давній друг Йон Чхуна     |                       |        |
| 2018      | «Гра у схованки»                       | Пек То Хун                |                       | [ 12 ] |
| 2019      | «Її приватне життя»                    | Нам Ин Ґі                 |                       | [ 13 ] |
| 2019      | «Інвестура богів»                      | Бі Де (помічник Їнь Цзяо) | Китайський телесеріал | [ 15 ] |
| 2019      | «Сцена драми: Хитка дружба»            | Ю Син Бон                 | 2 сезон               | [ 16 ] |
| 2020      | «Ітхевон клас»                         | Чан Кин Вон               |                       | [ 17 ] |
| 2020      | «Кайрос»                               | Со То Ґьон                |                       | [ 18 ] |
| 2021–2022 | «Клітини мозку Юмі»                    | Ку Ун                     | 1–2 сезон             | [ 19 ] |
| 2022      | «Військовий прокурор Доберман»         | То Пе Ман                 |                       | [ 20 ] |
| 2022      | «Адамас»                               | Квон Мін Джо              | Камео (4 епізод)      | [ 21 ] |
| 2022      | «Місце, куди завжди можна повернутися» |                           | Японський телесеріал  | [ 22 ] |
| 2023      | «Побачимось у моєму 19-му житті»       | Мун Со Ха                 |                       | [ 23 ] |
| 2024      | «Золота ложка»                         | Чін Ї Су                  |                       | [ 24 ] |

### Вебсеріали
| Рік  | Назва                     | Роль          | Прим.         |
| ---- | ------------------------- | ------------- | ------------- |
| 2017 | «Моя єдина пісня кохання» | Му Мьон       |               |
| 2018 | «Токко: Перемотування»    | Пхьо Тхе Джін | [ 25 ]        |
| 2021 | «Моє ім'я»                | Чон Піль До   | [ 26 ] [ 27 ] |

### Телешоу
| Рік  | Назва                             | Роль    | Нотатки                                      | Прим.  |
| ---- | --------------------------------- | ------- | -------------------------------------------- | ------ |
| 2022 | «Шеф-кухар туризму з наплічником» | Ведучий | з Пек Чон Воном, DinDin та О Де Хваном       | [ 28 ] |
| 2023 | «Ви їдете до Сіднею»              | Актор   | з Хо Сон Те, Лі Сі Оном та ютубером KWAKTUBE | [ 29 ] |

### Вебшоу
| Рік  | Назва                 | Роль  | Прим.  |
| ---- | --------------------- | ----- | ------ |
| 2022 | «Молоді актори на ТЧ» | Актор | [ 30 ] |

### Ведучий
| Рік  | Назва                         | Нотатки                     | Прим.  |
| ---- | ----------------------------- | --------------------------- | ------ |
| 2020 | «Розважальна премія MBC 2020» | з Чон Хьон Му та Чан До Йон | [ 31 ] |

## Нагороди і номінації
| Нагорода                              | Рік  | Категорія                                                             | Номінант / Робота              | Результат | Прим.  |
| ------------------------------------- | ---- | --------------------------------------------------------------------- | ------------------------------ | --------- | ------ |
| Премія «Зірок МААТР»                  | 2021 | Найкращий новий актор                                                 | «Ітхевон клас»                 | Номінація | [ 32 ] |
| Премія «Зірок МААТР»                  | 2022 | Нагорода за майстерність, Найкращий актор OTT драми                   | «Моє ім'я» «Клітини мозку Юмі» | Перемога  | [ 33 ] |
| Премія азійський артист               | 2020 | Нагорода за популярність (актор)                                      | Ан Бо Хьон                     | Номінація | [ 34 ] |
| Премія азійський артист               | 2020 | Нагорода за найкращі емоції (актор)                                   | Ан Бо Хьон                     | Перемога  | [ 35 ] |
| Премія азійський артист               | 2020 | Вибір року                                                            | Ан Бо Хьон                     | Перемога  | [ 35 ] |
| Премія мистецтв Пексан                | 2020 | Найкращий акторський дебют (чоловіки)                                 | «Ітхевон клас»                 | Номінація | [ 36 ] |
| Телевізійна премія «Блакитний дракон» | 2022 | Найкращий актор другого плану                                         | «Моє ім'я»                     | Номінація | [ 37 ] |
| Премія «Бренд року»                   | 2020 | Висхідна зірка року (актор)                                           | «Ітхевон клас»                 | Перемога  | [ 38 ] |
| Премія корейського першого бренду     | 2020 | Нагорода «Висхідна зірка», актор                                      | «Ітхевон клас»                 | Перемога  | [ 39 ] |
| Премія MBC драма                      | 2020 | Нагорода за майстерність, Найкращий актор понеділко-вівторкової драми | «Кайрос»                       | Номінація | [ 40 ] |
| Премія MBC драма                      | 2020 | Найкращий новий актор                                                 | «Кайрос»                       | Перемога  | [ 41 ] |
| Розважальна премія MBC                | 2020 | Новий учасник розважальної програми                                   | «Я живу один»                  | Номінація | [ 42 ] |

### Списки
| Видавець   | Рік  | Список                                                              | Місце | Прим.  |
| ---------- | ---- | ------------------------------------------------------------------- | ----- | ------ |
| Cine21     | 2021 | «Актори, які очолять Корейську індустрію відеоконтенту у 2022 році» | 6-те  | [ 43 ] |
| Elle Japan | 2022 | «Топ 16 найкращих акторів корейської хвилі»                         | 4-те  | [ 44 ] |

## Нотатки
1. ↑  Пісня увійшла як до синглу під назвою «See You in My 19th Life (Original Television Soundtrack), Part 2», так і до повного альбому під назвою «See You in My 19th Life (Original Television Soundtrack)».
2. ↑  згаданий разом із Ві Ха Чжуном, Кім Су Хьоном, Чо Чон Соком, Пак Чон Міном[en], Сон Кан Хо, Ма Дон Соком, Кім Сон Хо[en], Рю Чон Йолем[en], Чхве У Сіком